# 加治川村
加治川村（かじかわむら）は、新潟県北蒲原郡にあった村。2005年5月1日、紫雲寺町とともに新発田市へ編入したため消滅した。

## 地理
- 山：大峰山（櫛形山脈）
- 河川：加治川

### 隣接していた自治体
新発田市、聖籠町、紫雲寺町、中条町

## 歴史
- 1955年（昭和30年）
  - 7月20日 - 北蒲原郡加治村、金塚村が合併し、加治川村が発足。
  - 10月20日 - 大字上城塚・下城塚・塩津・弥彦岡を分離し、北蒲原郡中条町に編入。
- 1956年（昭和31年）3月1日 - 大字早道場の一部を分離し、新発田市に編入。
- 1966年（昭和41年）7月 - 下越水害により向中条の加治川の堤防が決壊。
- 1967年（昭和42年）8月28日 - 羽越豪雨により前年に加治川の堤防が決壊した箇所が再度決壊[1]。
- 1969年（昭和44年）5月1日 - 新発田市と北蒲原郡紫雲寺町との境界の一部をそれぞれ変更。
- 2005年（平成17年）5月1日 - 新発田市に編入し消滅。

## 行政
- 村長：佐藤康夫（2001年5月10日から）

## 地域
新発田市（旧北蒲原郡豊浦町を除く）への通勤率は25.4%・中条町への通勤率は11.7%（いずれも平成12年国勢調査）。

### 教育
- 加治川中学校
- 加治川小学校
- 中川小学校
- 新金塚小学校

## 交通

### 道路
高速道路
- 日本海東北自動車道 加治川紫雲寺バスストップ

国道
- 国道7号
  - 道の駅加治川

### 鉄道
- 東日本旅客鉄道（JR東日本）
  - 羽越本線：金塚駅

また、新発田市にある加治駅は市村境付近にある。

## 名所・旧跡・観光スポット
- 大天城公園
- 大峰山（櫛形山脈）
- 加治川堤の桜並木 - 隣接する紫雲寺町には加治川治水記念公園がある。